# Tour der südafrikanischen Rugby-Union-Nationalmannschaft nach Europa 1951/52
| Tour der Springboks nach Europa 1951/52 | Tour der Springboks nach Europa 1951/52 | Tour der Springboks nach Europa 1951/52 | Tour der Springboks nach Europa 1951/52 | Tour der Springboks nach Europa 1951/52 |
| Übersicht                               | S                                       | G                                       | U                                       | N                                       |
| --------------------------------------- | --------------------------------------- | --------------------------------------- | --------------------------------------- | --------------------------------------- |
| Test Matches                            | 05                                      | 05                                      | 0                                       | 0                                       |
| Sonstige Spiele                         | 26                                      | 25                                      | 0                                       | 1                                       |
| Gesamt                                  | 31                                      | 30                                      | 0                                       | 1                                       |
|                                         |                                         |                                         |                                         |                                         |
| England                                 | 1                                       | 1                                       | 0                                       | 0                                       |
| Frankreich                              | 1                                       | 1                                       | 0                                       | 0                                       |
| Irland                                  | 1                                       | 1                                       | 0                                       | 0                                       |
| Schottland                              | 1                                       | 1                                       | 0                                       | 0                                       |
| Wales                                   | 1                                       | 1                                       | 0                                       | 0                                       |

Die Tour der südafrikanischen Rugby-Union-Nationalmannschaft nach Europa 1951/52 umfasste eine Reihe von Freundschaftsspielen der Springboks, der Nationalmannschaft Südafrikas in der Sportart Rugby Union. Das Team reiste von Oktober 1951 bis Februar 1952 durch das Vereinigte Königreich, Irland und Frankreich, wobei es 31 Spiele bestritt. Dazu gehörten fünf Test Matches gegen die Nationalmannschaften der vier britischen Home Nations und Frankreichs sowie 26 weitere Begegnungen mit Vereinen und Auswahlteams. Die Südafrikaner entschieden alle Test Matches für sich und schafften damit zum dritten Mal nach 1912/13 und 1931/32 einen Grand Slam. Erstmals überhaupt stand ein Spiel gegen das renommierte Team der Barbarians auf dem Programm. Diese Tour war die erfolgreichste in der Geschichte der Springboks, die nur eine einzige Niederlage gegen ein Londoner Auswahlteam hinnehmen mussten.

## Spielplan
- Hintergrundfarbe grün = Sieg
- Hintergrundfarbe rot = Niederlage

(Test Matches sind grau unterlegt; Ergebnisse aus der Sicht Südafrikas)
| #  | Datum             | Gegner                          | Ort                 | Stadion                        | Ergebnis |
| -- | ----------------- | ------------------------------- | ------------------- | ------------------------------ | -------- |
| 01 | 10. Oktober 1951  | South Eastern Counties          | Bournemouth         | Dean Court                     | 31:6     |
| 02 | 13. Oktober 1951  | South Western Counties          | Plymouth            | Home Park                      | 17:8     |
| 03 | 18. Oktober 1951  | Pontypool RFC und Newbridge RFC | Pontypool           | Pontypool Park                 | 15:6     |
| 04 | 20. Oktober 1951  | Cardiff RFC                     | Cardiff             | Cardiff Arms Park              | 11:9     |
| 05 | 23. Oktober 1951  | Llanelli RFC                    | Llanelli            | Stradey Park                   | 20:11    |
| 06 | 27. Oktober 1951  | North Western Counties          | Birkenhead          | Birkenhead Park                | 16:9     |
| 07 | 31. Oktober 1951  | Glasgow & Edinburgh             | Glasgow             | Old Anniesland                 | 43:11    |
| 08 | 03. November 1951 | North Eastern Counties          | Newcastle upon Tyne | Gosforth Park                  | 19:8     |
| 09 | 08. November 1951 | Cambridge University RUFC       | Cambridge           | Grange Road                    | 30:0     |
| 10 | 10. November 1951 | London Counties                 | London              | Twickenham Stadium             | 9:11     |
| 11 | 15. November 1951 | Oxford University RFC           | Oxford              | Iffley Road                    | 22:0     |
| 12 | 17. November 1951 | Aberavon RFC und Neath RFC      | Port Talbot         | Aberavon Ground                | 22:0     |
| 13 | 24. November 1951 | Schottland                      | Edinburgh           | Murrayfield Stadium            | 44:0     |
| 14 | 28. November 1951 | North of Scotland               | Aberdeen            | Linksfield Stadium             | 14:3     |
| 15 | 01. Dezember 1951 | Ulster Rugby                    | Belfast             | Ravenhill Stadium              | 27:5     |
| 16 | 08. Dezember 1951 | Irland                          | Dublin              | Lansdowne Road                 | 17:5     |
| 17 | 11. Dezember 1951 | Munster Rugby                   | Limerick            | Thomond Park                   | 11:6     |
| 18 | 15. Dezember 1951 | Swansea RFC                     | Swansea             | St Helen’s                     | 11:3     |
| 19 | 22. Dezember 1951 | Wales                           | Cardiff             | Cardiff Arms Park              | 6:3      |
| 20 | 26. Dezember 1951 | Combined Services               | London              | Twickenham Stadium             | 24:8     |
| 21 | 29. Dezember 1951 | East Midlands                   | Leicester           | Welford Road Stadium           | 3:0      |
| 22 | 05. Januar 1952   | England                         | London              | Twickenham Stadium             | 8:3      |
| 23 | 10. Januar 1952   | Newport RFC                     | Newport             | Rodney Parade                  | 12:6     |
| 24 | 12. Januar 1952   | Western Counties                | Bristol             | Memorial Ground                | 16:5     |
| 25 | 16. Januar 1952   | Midland Counties                | Coventry            | Highfield Road                 | 19:8     |
| 26 | 19. Januar 1952   | South of Scotland               | Hawick              | Mansfield Park                 | 13:3     |
| 27 | 26. Januar 1952   | Barbarians                      | Cardiff             | Cardiff Arms Park              | 17:3     |
| 28 | 02. Februar 1952  | France Sud-Est                  | Lyon                | Stade de Gerland               | 9:3      |
| 29 | 07. Februar 1952  | France Sud-Ouest                | Bordeaux            | Stade Lescure                  | 20:12    |
| 30 | 09. Februar 1952  | France A                        | Toulouse            | Stadium Municipal              | 9:6      |
| 31 | 16. Februar 1952  | Frankreich                      | Colombes            | Stade Olympique Yves-du-Manoir | 25:3     |

## Test Matches
| 24. November 1951 | Schottland | 0 : 44         | Südafrika | Murrayfield Stadium, Edinburgh Zuschauer: 65.000 Schiedsrichter: Michael Dowling (Irland) |
| 24. November 1951 |            | (0:19) Bericht | Versuche: Delport Dinkelmann du Rand Koch (2) Lategan Muller van Schoor van Wijk Erhöhungen: Geffin (7) Dropgoals: Brewis | Murrayfield Stadium, Edinburgh Zuschauer: 65.000 Schiedsrichter: Michael Dowling (Irland) |

Aufstellungen:
- Schottland: George Burrell, Angus Cameron , Hamish Dawson, Arthur Dorward, Douglas Elliot, John Hart, Hamish Inglis, James Johnston, Peter Kininmonth, John MacPhail, David Rose, Donald Scott, Robert Taylor, Oliver Turnbull, Robert Wilson
- Südafrika: Hansie Brewis, Johnny Buchler, Willem Delport, Ernst Dinkelmann, Salty du Rand, Fonnie du Toit, Stephen Fry, Aaron Geffin, Paul Johnstone, Chris Koch, Tjol Lategan, Buks Marais, Hennie Muller , Ryk van Schoor, Basie van Wijk

| 8. Dezember 1951 | Irland                                 | 5 : 17        | Südafrika                                                                        | Lansdowne Road, Dublin Zuschauer: 47.000 Schiedsrichter: William Murdoch (Schottland) |
| 8. Dezember 1951 | Erhöhungen: Browne Straftritte: Murphy | (5:3) Bericht | Versuche: Ochse Ryk van Schoor van Wijk (2) Erhöhungen: Geffin Dropgoals: Brewis | Lansdowne Road, Dublin Zuschauer: 47.000 Schiedsrichter: William Murdoch (Schottland) |

Aufstellungen:
- Irland: Antony Browne, Tom Clifford, Noel Henderson, Jack Kyle, Mick Lane, Patrick Lawlor, Jim McCarthy, Bill McKay, William McKee, Karl Mullen, Gerry Murphy, Desmond O’Brien , O’Meara, John Smith, Robin Thompson
- Südafrika: Hansie Brewis, Johnny Buchler, Willem Delport, Ernst Dinkelmann, Salty du Rand, Fonnie du Toit, Stephen Fry, Aaron Geffin, Paul Johnstone, Chris Koch, Tjol Lategan, Hennie Muller , Johann Ochse, Ryk van Schoor, Basie van Wijk

| 22. Dezember 1951 | Wales                 | 3 : 6         | Südafrika                         | Cardiff Arms Park, Cardiff Zuschauer: 53.000 Schiedsrichter: Hamilton Lambert (Irland) |
| 22. Dezember 1951 | Versuche: B. Williams | (0:3) Bericht | Versuche: Ochse Dropgoals: Brewis | Cardiff Arms Park, Cardiff Zuschauer: 53.000 Schiedsrichter: Hamilton Lambert (Irland) |

Aufstellungen:
- Wales: Leonard Blythe, Dai Davies, Allen Forward, John Gwilliam , Don Hayward, Roy John, Ken Jones, Lewis Jones, Cliff Morgan, Rees Stephens, Malcolm Thomas, Billy Williams, Bleddyn Williams, Gerwyn Williams, Rex Willis
- Südafrika: Willem Barnard, Hansie Brewis, Johnny Buchler, Willem Delport, Salty du Rand, Fonnie du Toit, Stephen Fry, Aaron Geffin, Paul Johnstone, Chris Koch, Tjol Lategan, Hennie Muller , Johann Ochse, Ryk van Schoor, Basie van Wijk

| 5. Januar 1952 | England        | 3 : 5         | Südafrika                                                | Twickenham Stadium, London Zuschauer: 65.000 Schiedsrichter: William Murdoch (Schottland) |
| 5. Januar 1952 | Versuche: Winn | (3:5) Bericht | Versuche: du Toit Erhöhungen: Muller Straftritte: Muller | Twickenham Stadium, London Zuschauer: 65.000 Schiedsrichter: William Murdoch (Schottland) |

Aufstellungen:
- England: Albert Agar, Lewis Cannell, Eric Evans, Nim Hall , Wally Holmes, Bill Hook, John Kendall-Carpenter, Alec Lewis, John Matthews, Gordon Rimmer, Bob Stirling, Donald White, Dennis Wilkins, Chris Winn, John Woodward
- Südafrika: Jaap Bekker, Hansie Brewis, Johnny Buchler, Willem Delport, Ernst Dinkelmann, Salty du Rand, Fonnie du Toit, Stephen Fry, Paul Johnstone, Chris Koch, Tjol Lategan, Hennie Muller , Johann Ochse, Ryk van Schoor, Basie van Wijk

| 16. Februar 1952 | Frankreich            | 3 : 25        | Südafrika | Stade Olympique Yves-du-Manoir, Colombes Zuschauer: 35.000 Schiedsrichter: Michael Dowling (Irland) |
| 16. Februar 1952 | Dropgoals: Carabignac | (3:6) Bericht | Versuche: Delport Dinkelmann Johnstone (2) Muller van Wijk Erhöhungen: Johnstone Muller Straftritte: Johnstone | Stade Olympique Yves-du-Manoir, Colombes Zuschauer: 35.000 Schiedsrichter: Michael Dowling (Irland) |

Aufstellungen:
- Frankreich: Guy Basquet , René Biénès, Jean-Roger Bourdeu, René Brejassou, Georges Brun, Georges Carabignac, Bernard Chevallier, Jean Colombier, Gérard Dufau, Pierre Guilleux, Paul Labadie, Jacques Mauran, Lucien Mias, Jean Prat, Maurice Prat
- Südafrika: Hendrik Bekker, Hansie Brewis, Johnny Buchler, Willem Delport, Ernst Dinkelmann, Salty du Rand, Fonnie du Toit, Stephen Fry, Paul Johnstone, Chris Koch, Tjol Lategan, Hennie Muller , Johann Ochse, Ryk van Schoor, Basie van Wijk

## Kader

### Management
- Tourmanager: Frank Mellish, Danie Craven
- Tourkapitän: Basil Kenyon

### Spieler
| Spieler          | Position         | Mannschaft         |
| ---------------- | ---------------- | ------------------ |
| Hansie Brewis    | Halbspieler      | Northern Transvaal |
| Dennis Fry       | Halbspieler      | Western Province   |
| J. S. Oelofse    | Halbspieler      | Transvaal          |
| Fonnie du Toit   | Halbspieler      | Northern Transvaal |
| Paul Johnstone   | Dreiviertelreihe | Western Province   |
| Tjol Lategan     | Dreiviertelreihe | Western Province   |
| Buks Marais      | Dreiviertelreihe | Boland             |
| Johann Ochse     | Dreiviertelreihe | Western Province   |
| Martin Saunders  | Dreiviertelreihe | Border             |
| Ryk van Schoor   | Dreiviertelreihe | Rhodesien          |
| Desmond Sinclair | Dreiviertelreihe | Transvaal          |
| Basie Vivier     | Dreiviertelreihe | Orange Free State  |
| Johnny Buchler   | Schlussmann      | Transvaal          |
| Jakkals Keevy    | Schlussmann      | Eastern Transvaal  |

| Spieler               | Position | Mannschaft         |
| --------------------- | -------- | ------------------ |
| Willem Barnard        | Stürmer  | Griqualand West    |
| Hendrik Bekker        | Stürmer  | Northern Transvaal |
| G. Dannhauser         | Stürmer  | Transvaal          |
| Willem Delport        | Stürmer  | Eastern Province   |
| Ernst Dinkelmann      | Stürmer  | Northern Transvaal |
| Stephen Fry           | Stürmer  | Western Province   |
| Aaron Geffin          | Stürmer  | Transvaal          |
| Basil Kenyon          | Stürmer  | Border             |
| Chris Koch            | Stürmer  | Boland             |
| Hennie Muller         | Stürmer  | Transvaal          |
| B. Myburgh            | Stürmer  | Eastern Province   |
| Jan Pickard           | Stürmer  | Western Province   |
| Salty du Rand         | Stürmer  | Rhodesien          |
| F. E. B. van der Ryst | Stürmer  | Transvaal          |
| P. W. Wessels         | Stürmer  | Orange Free State  |
| Basie van Wijk        | Stürmer  | Transvaal          |